# Michael Sturm-Berger
Michael Sturm-Berger (* 29. Oktober 1958 in Kelkheim/Main-Taunus-Kreis) ist ein deutscher Prähistoriker und Religionswissenschaftler.

## Leben
1973 begann Michael Sturm-Berger mit der Erforschung von Vor- und Frühgeschichte seiner Heimatgegend. Sein Studium in Mainz bei Michael Müller-Wille und in Frankfurt am Main schloss er 1987 mit dem Magister Artium ab. 1988 zog er nach Berlin um, wo er 1989 die Chemikerin Jutta Berger heiratete. Seit 1990 ist er aktiv im interreligiösen Dialog tätig (Religions for Peace). 1995 promovierte er in Frankfurt am Main. Von 1996 bis 1998 wirkte er in der Archäologie des Landes Brandenburg als Fundbearbeiter. Seit 2000 ist er als Geschäftskoordinator der Arbeitsgemeinschaft der Kirchen und Religionsgesellschaften (AKR) Berlin e. V., tätig. Ab 2003 war er im Deutschen Technik-Museum Berlin angestellt. Seit 2009 ist er selbständiger Dozent – auch an den Universitäten von Potsdam und Erfurt.
Schwerpunkte seiner Forschung sind die Geschichte des interreligiösen Dialoges und prähistorische Religionen.

## Veröffentlichungen (Auswahl)
- Grabhügel im Main-Taunus-Kreis und zugehörige Funde, Hofheim 1987. ISBN 3-9801544-0-8
- Merkmale und Wesen von Prophetentum. Eine religionsvergleichende Studie. Berlin 1997. ISBN 3-929134-16-0
- Sonne, Spiegel, Lebensbaum. Beiträge zur Religionsforschung, Berlin-Tempelhof 1999. ISBN 3-00-003934-1
- Pfarrer Dr. Gustav A. Fobbe und das interreligiöse „Geheimnis“ am Gesundbrunnen. Eine Biographie anlässlich seines 65. Todestages am 9. Februar 2012, Erfurt-Hochheim 2012.
- Der Hühnerberg, eine vorgeschichtliche Fundstätte bei Kelkheim, in: Kelkheim im Taunus, Beiträge zur Geschichte seiner Stadtteile, Kelkheim 1980, S. 13–19
- Neues zu Grabhügeln im Main-Taunus-Kreis und zugehörigen Funden, in: Michael Sturm / Ernst Schütz, Über Grabhügel in der Gemarkung Diedenbergen und Neuentdeckungen im Main-Taunus-Kreis (= Diedenberger     Heimatgeschichtsverein e. V.,  Heimatgeschichtliche Manuskripte Nr. 36), Hofheim-Diedenbergen 1990, S. 1502–1515 (davon S. 1507–1515)
- Zur Bedeutung von Grabhügeln und zugehörigen Funden für die Religions-, Siedlungs- und Sozialgeschichte anhand von Beispielen aus dem Main-Taunus-Kreis, in: ur- und frühzeit (Hornburg/Harz) 3/1991, S. 4–15 (Teil 1), und 4/1991, S. 29–37 (Teil 2)
- Gottesbezeichnungen in einigen Sprachen der Völker Eurasiens, in: Adoranten. Årsskrift 1991 för Scandinavian Society for Prehistoric Art, Tanumshede/Schweden 1992, S. 30–39
- Vorgeschichtliche Felsbilder als Quellen der Religionsgeschichte, in: Adoranten 1995/96, S. 37–43
- Zur Bedeutung der Darstellungen von Enten, Gänsen und Schwänen in europäischen Bronze- und Eisenzeit-Kulturen, in: Adoranten 2002/03, S. 63–84
- Vom Taunus zum Taurus – Gedanken zur Religiosität in der frühen Jungsteinzeit (Erfurt 2013)
- Befunde und Funde vom Staufen bei Kelkheim (Main-Taunus-Kreis) (Erfurt 2013/14)
- Kultspuren aus der Zeit der Völkerwanderung im südlichen Taunus? – Beobachtungen und Überlegungen zum Heidenkeller bei Hofheim-Lorsbach (Main-Taunus-Kreis) und zu dessen Umgebung (Erfurt 2015)
- Kurze Einführung in die Vor- oder Urgeschichte & zur Geschichte der Religions-Archäologie (Erfurt, 8. April 2015)
- Charles William Wendte als interreligiöser Brückenbauer, in: Von Ralph Waldo Emerson zu Albert Schweitzer: Geschichte und Zukunft unitarischer und liberaler Religion in Deutschland, Göttingen 2017
- Wer entwickelte die Idee zum ersten Weltparlament der Religionen? Eine Recherche zum 125. Jahrestag dieses Weltereignisses am 11. September 2018 (Erfurt-Hochheim)
- Der Philosoph Karl Christian Friedrich Krause (1781–1832) als interreligiöser Vordenker. Eine kleine Studie, Erfurt 2020
- Steingeräte – Grabhügel – Eisenbarren. Archäologische Funde in und um Kelkheim, Kelkheim, Ed. Pauer 2021. ISBN 978-3-947930-15-9